# حلبة الغرب الدولية

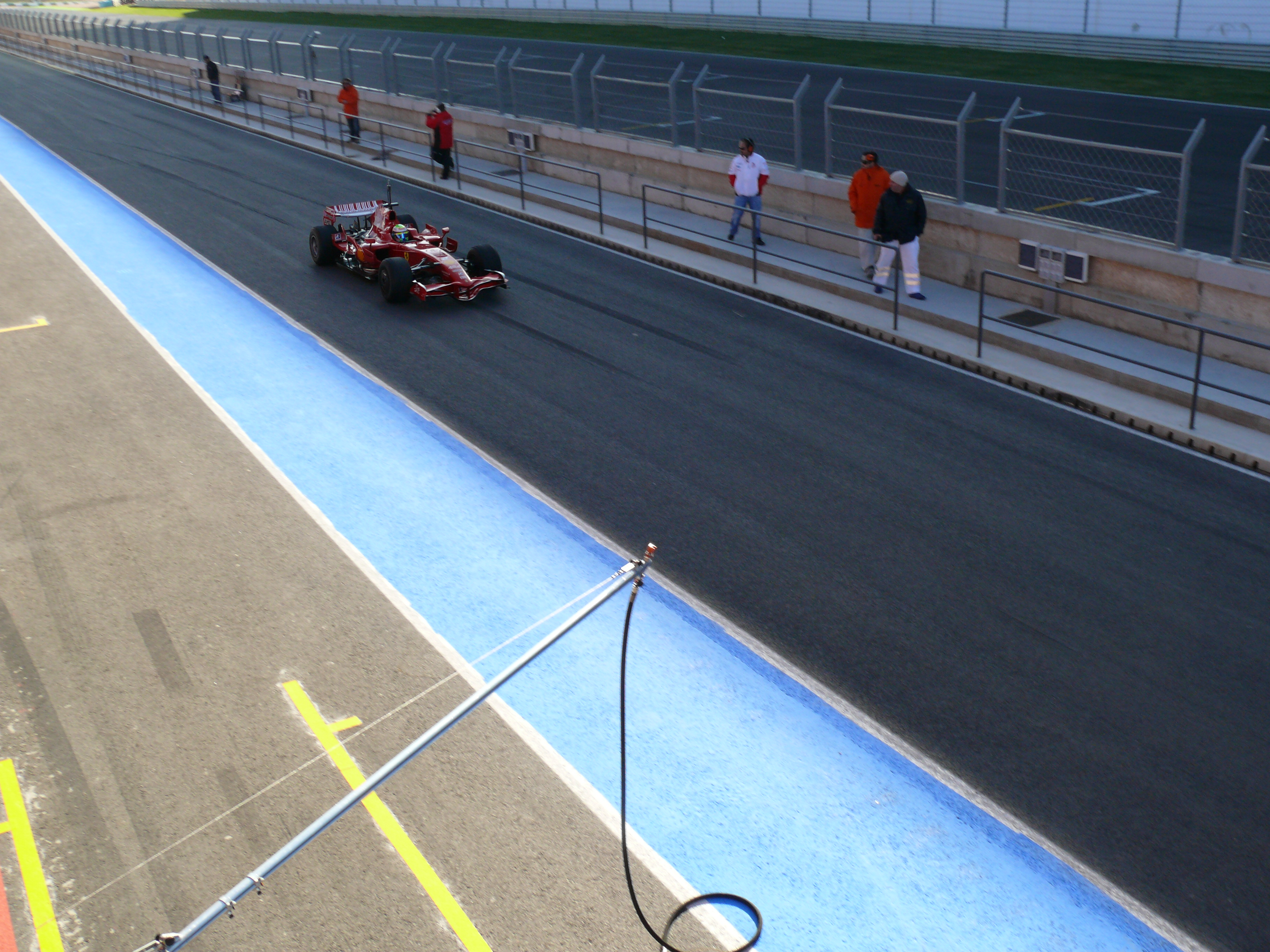
الحلبة

حلبة الغرب الدولية (بالبرتغالية: Autódromo Internacional do Algarve‏) هي حلبة سباقات بطول أربعة كيلومترات ونصف تقع في منطقة الغرب في البرتغال. كلّفت قرابة 195 مليون يورو، حيث ضم المشروع أيضا فندق خمسة نجوم ومجمع رياضي. انتهى البناء في سنة 2008 . تم اعتماد الحلبة من قبل كل من الاتحاد الدولي للدراجات النارية والاتحاد الدولي للسيارات. تستضيف الحلبة سباقات فورمولا 1، جي بي 2، بطولة العالم للسوبربايك وغيرها. يعتبر متسابق الدراجات النارية الإيطالي ماكس بياجي صاحب أسرع لفة في هذه الحلبة.